# 杜赛
杜赛（法語：Doussay，法語發音：[dusɛ]）是法国新阿基坦大区维埃纳省的一个市镇，位于该省北部偏西，属于沙泰勒罗区。

## 地理
杜赛（46°50'38"N, 0°16'32"E）面积27.1 平方千米，位于法国新阿基坦大区维埃纳省，该省份为法国中西部省份，北起曼恩-卢瓦尔省和安德尔-卢瓦尔省，西接德塞夫勒省，南至夏朗德省，东南接上维埃纳省，东临安德尔省。
与杜赛接壤的市镇（或旧市镇、城区）包括：塞尔奈、舒普、库赛、朗克卢瓦特尔、圣热内当比耶尔、赛尔、萨维尼苏费、蒂拉若、韦吕。

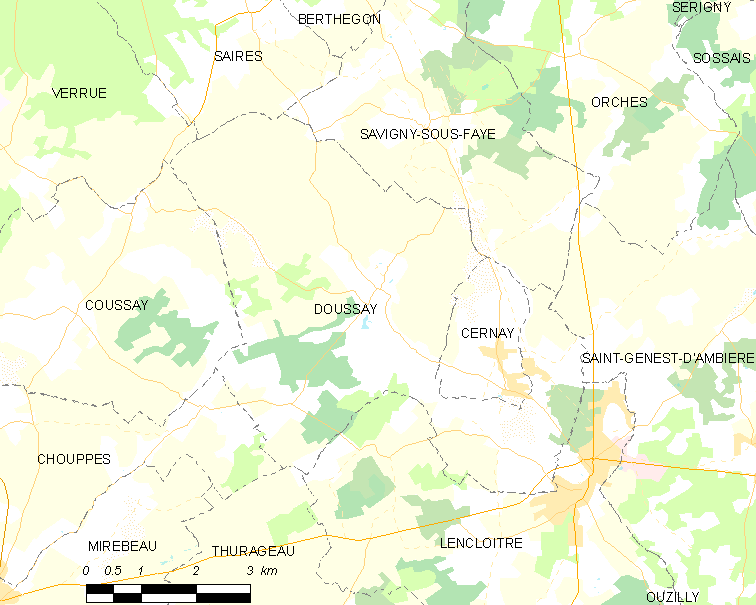
杜赛的OSM定位图

杜赛的时区为UTC+01:00、UTC+02:00（夏令时）。

## 行政
杜赛的邮政编码为86140，INSEE市镇编码为86096。

## 政治
杜赛所属的省级选区为卢丹县。

## 人口

1962-2008年间杜赛人口变化图示

杜赛于2022年1月1日时的人口数量为680人。